# BIG MAMA (ゴダイゴの曲)
「BIG MAMA」（ビッグ・ママ）は2007年10月24日に発売されたゴダイゴの25枚目のシングル。

## 収録曲
全曲編曲：ミッキー吉野
1. BIG MAMA （Japanese Version）
  - 作詞：奈良橋陽子・タケカワユキヒデ　作曲：タケカワユキヒデ
2. THE WORLD IS REALLY ONE ~WE HAVE A DREAM~ （Japanese Version）
  - 作詞：トミー・スナイダー、金児隆弘　作曲：ミッキー吉野
3. BIG MAMA （English Version）
  - 作詞：奈良橋陽子・タケカワユキヒデ　作曲：タケカワユキヒデ　編曲：ミッキー吉野
4. THE WORLD IS REALLY ONE ~WE HAVE A DREAM~ （English Version）
  - 作詞：トミー・スナイダー、金児隆弘　作曲：ミッキー吉野
5. BIG MAMA （Backing Track）
6. THE WORLD IS REALLY ONE ~WE HAVE A DREAM~ （Backing Track）

## タイアップ
TBS系テレビ番組「徳光和夫の感動再会"逢いたい"」主題歌。

## 規格品番
- UPCH-80044